# (6215) 1973 EK
(6215) 1973 EK là một tiểu hành tinh vành đai chính. Nó được phát hiện bởi Luboš Kohoutek ở Đài thiên văn Hamburg-Bergedorf ở Bergedorf, Germany, ngày 7 tháng 3 năm 1973.